# Strongylognathus koreanus
Strongylognathus koreanus là một loài côn trùng thuộc họ Formicidae. Loài này có ở Bán đảo Triều Tiên.